# Diocesi di Long Xuyên
La diocesi di Long Xuyên (in latino Dioecesis Longxuyensis) è una sede della Chiesa cattolica in Vietnam suffraganea dell'arcidiocesi di Hô Chí Minh. Nel 2021 contava 233.018 battezzati su  4.356.037 abitanti. È retta dal vescovo Joseph Trần Văn Toản.

## Territorio
La diocesi comprende le province vietnamite di An Giang e Kien Giang, e i distretti di Thot Not e Vinh Thanh della municipalità di Cần Thơ.
Sede vescovile è la città di Long Xuyên, dove si trova la cattedrale della Regina della Pace.
Il territorio si estende su 10.256 km² ed è suddiviso in 164 parrocchie.

## Storia
La diocesi è stata eretta il 24 novembre 1960 con la bolla Christi mandata di papa Giovanni XXIII, ricavandone il territorio dal vicariato apostolico di Cần Thơ, che contestualmente è stato elevato a diocesi.

## Cronotassi dei vescovi
Si omettono i periodi di sede vacante non superiori ai 2 anni o non storicamente accertati.
- Michel Nguyễn Khắc Ngữ † (24 novembre 1960 - 30 dicembre 1997 ritirato)
- Jean Baptiste Bùi Tuần † (30 dicembre 1997 succeduto - 2 ottobre 2003 ritirato)
- Joseph Trần Xuân Tiếu † (2 ottobre 2003 succeduto - 23 febbraio 2019 dimesso)
- Joseph Trần Văn Toản, succeduto il 23 febbraio 2019

## Statistiche
La diocesi nel 2021 su una popolazione di 4.356.037 persone contava 233.018 battezzati, corrispondenti al 5,3% del totale.
| anno | popolazione | popolazione | popolazione | presbiteri | presbiteri | presbiteri | presbiteri                | diaconi | religiosi | religiosi | parrocchie |
| anno | battezzati  | totale      | %           | numero     | secolari   | regolari   | battezzati per presbitero | diaconi | uomini    | donne     | parrocchie |
| ---- | ----------- | ----------- | ----------- | ---------- | ---------- | ---------- | ------------------------- | ------- | --------- | --------- | ---------- |
| 1970 | 105.759     | 1.495.017   | 7,1         | 97         | 92         | 5          | 1.090                     |         | 7         | 205       | 144        |
| 1980 | 200.000     | 2.500.000   | 8,0         | 154        | 148        | 6          | 1.298                     |         | 35        | 278       | 93         |
| 1999 | 250.000     | 3.670.100   | 6,8         | 181        | 176        | 5          | 1.381                     |         | 23        | 518       | 87         |
| 2000 | 211.181     | 3.670.000   | 5,8         | 173        | 168        | 5          | 1.220                     |         | 41        | 244       | 87         |
| 2001 | 215.932     | 3.750.000   | 5,8         | 180        | 175        | 5          | 1.199                     |         | 41        | 220       | 87         |
| 2002 | 220.842     | 3.944.000   | 5,6         | 188        | 181        | 7          | 1.174                     |         | 45        | 141       | 111        |
| 2003 | 230.000     | 4.030.000   | 5,7         | 187        | 181        | 6          | 1.229                     |         | 44        | 141       | 113        |
| 2004 | 234.360     | 3.995.339   | 5,9         | 189        | 183        | 6          | 1.240                     |         | 41        | 140       | 113        |
| 2013 | 240.000     | 4.834.000   | 5,0         | 251        | 240        | 11         | 956                       |         | 103       | 345       | 157        |
| 2016 | 247.000     | 4.174.409   | 5,9         | 275        | 259        | 16         | 898                       |         | 83        | 367       | 186        |
| 2019 | 236.200     | 4.420.890   | 5,3         | 305        | 270        | 35         | 774                       |         | 149       | 466       | 204        |
| 2021 | 233.018     | 4.356.037   | 5,3         | 334        | 285        | 49         | 697                       |         | 129       | 437       | 164        |